# 第30屆傳藝金曲獎
第30屆傳藝金曲獎，由國立傳統藝術中心主辦。參賽作品限2018年以臺灣為首次發表地之作品。
本屆出版類表現最為突出的是台北愛樂室內合唱團，單一專輯《印象臺灣II》便入圍了最佳藝術音樂專輯、錄音、作詞、作曲、演唱、專輯製作人等6個獎項。由貝岡朵音樂藝術企業社所出版的2張專輯，總共獲得6項提名，表現同樣不俗；而在戲曲類，同一劇團、作品入圍最多獎項則是唐美雲歌仔戲團的年度大作《夜未央》，分別在最佳劇本、音樂設計、演員、團體演出等項目獲得提名。

## 播放平台
| 频道       | 所在地 | 播出日期      | 播出时间      | 备注     |
| ---------- | ------ | ------------- | ------------- | -------- |
| 年代MUCH台 | 臺灣   | 2019年8月17日 | 19:00 - 22:00 | 錄影轉播 |

## 報名資格與統計
該屆自2019年1月1日至3月1日受理報名，凡於2018年首次發行的傳統暨藝術音樂專輯以及正式的戲曲公開展演均可參賽；特別獎推薦時間至2019年5月1日止。

### 評審團
總召集人：潘皇龍
戲曲表演類：邱坤良

## 入圍暨得獎名單
| 以表示得獎者 |

## 頒獎典禮
頒獎晚會於8月10日晚間7點在臺灣戲曲中心舉行頒獎典禮，年代MUCH台於8月17日晚間7點以錄影方式播出頒獎典禮。

## 外部連結
- 第30屆傳藝金曲獎官網 （页面存档备份，存于）
- 傳藝音樂類金曲獎的Facebook專頁
- YouTube上的第30屆傳藝金曲獎頒獎典禮-20190810.傳藝金曲獎.2019-08-19